# La Dernière Chasse de Kraven
La Dernière Chasse de Kraven (Kraven's Last Hunt en VO) est un arc narratif de Spider-Man, publié en 1987 sous la forme d'un crossover entre les trois séries régulières du personnage. Écrit par J. M. DeMatteis et dessiné par Mike Zeck, il relate l'ultime combat entre l'Homme-Araignée et son ennemi juré Kraven le Chasseur.

## Résumé
Peu de temps après le mariage de Peter Parker avec Mary Jane Watson, c'est un Kraven mélancolique qui décide d'affronter une dernière fois son vieil ennemi. Traquant Spider-Man sur les toits, il l'affaiblit grâce à une flèche empoisonnée, puis le prend au piège dans un filet avant de lui tirer dessus à bout portant avec un fusil, après quoi il procède à son enterrement.
Pendant ce temps, la créature appelée Vermine hante les égouts de la ville tout en s'attaquant à des passantes isolées pour s'en nourrir. Mary Jane, de son côté, commence à s'inquiéter de l'absence de son mari. Quant à Kraven, il se vêt du même costume que son ennemi, décidé à se prouver qu'il lui est supérieur en tenant son rôle. Pour cela, il affronte dans un premier temps sa propre peur de l'Araignée, puis il se met en chasse de criminels.
Alors que Mary Jane arpente les rues en espérant trouver son époux, elle s'attire des ennuis et n'échappe à ses agresseurs que grâce à l'intervention de Spider-Man (en fait Kraven déguisé), qui s'en prend à eux en faisant preuve d'une extrême violence. La jeune femme comprend alors que l'homme sous le masque n'est plus Peter Parker.
Poursuivant sa croisade sous l'avatar de Spider-Man, Kraven provoque Vermine via son lien mental avec les rats. Il l'emporte à l'issue d'un combat sanguinaire, tandis que Mary Jane, oppressée par le besoin de se confier à quelqu'un, rend visite à Joe Robertson, mais ne peut finalement pas se résoudre à parler.
Après avoir fait la part des choses entre son côté humain et l'Araignée en lui, Peter se réveille et parvient à sortir de sa tombe, réalisant bientôt que deux semaines ont passé. Il regagne son foyer le temps de rassurer Mary Jane et de récupérer, puis il retourne affronter son meurtrier.
Kraven laisse bien volontiers son vieil adversaire se défouler sur lui, puis il lui explique sa vision des choses. Il lui montre Vermine prisonnier d'une cage électrifiée, se vantant de l'avoir vaincu seul là où Spider-Man avait eu du mal malgré l'aide de Captain America. Il libère ensuite la créature en l'incitant à se venger de celui qu'il croit être son tortionnaire, et lorsque le combat tourne en la faveur de l'homme-rat, Kraven obtient la preuve de sa supériorité sur l'Homme-Araignée. Il empêche Vermine de l'achever, lui enjoignant de s'échapper pendant qu'il le peut, puis il recommande à Spider-Man de le poursuivre pour l'empêcher de tuer à nouveau, tout en faisant la promesse que "Kraven ne chassera plus jamais". Après avoir mis de l'ordre dans ses idées, il se tire une balle de fusil dans la bouche.
Alors que la police met la main sur des documents laissés par Kraven pour innocenter Spider-Man, celui-ci recherche Vermine dans les égouts, même s'il est encore traumatisé par ses deux semaines dans la tombe. Après avoir échappé à ses rats, il l'affronte en personne dans un combat à moitié immergé. L'obscurité et sa toile lui donnent le dessus et, s'il n'arrive pas à convaincre le tueur cannibale que ce n'était pas lui mais Kraven qui lui a fait du mal, ce souvenir a au moins l'avantage d'intimider la créature, qui se reprend néanmoins. En difficulté, l'Homme-Araignée prend finalement la fuite, poussant Vermine à le suivre jusqu'à l'extérieur où la lumière et toute l'agitation urbaine du grand jour ont raison de lui. Après l'avoir remis à la police, Spider-Man est enfin libre de rentrer auprès de sa jeune épouse, pendant que Kraven est enterré avec honneur, à côté de la tombe de celui qu'il considère avoir vaincu.

## Séquelles

### Et si...?
En septembre 1990, le What If...? (vol.2) #17 (inédit en VF), écrit et dessiné par Richard Howell, se demande "What If... Kraven the Hunter Had Killed Spider-Man ?" (Et si Kraven le Chasseur avait tué Spider-Man ?).

Dans cette uchronie, la différence de départ avec la Terre 616 est que Kraven tire à balles réelles quand Spider-Man est piégé dans son filet. Quand il usurpe l'identité de son défunt ennemi, il commence à s'attaquer à des super-vilains avec lesquels il utilise des méthodes expéditives, attirant l'attention des médias. Mary Jane contacte Johnny Storm, un des plus proches alliés de l'Homme-Araignée, qui tente d'appréhender l'imposteur, en vain malgré l'aide d'autres héros.

Ils découvrent néanmoins la tombe du véritable Spider-Man, ce qui amène Mary Jane à révéler son identité au grand public, dans l'espoir (contrarié) de laver sa réputation.

### L'Âme du Chasseur
En août 1992, le trio originel de la saga (DeMatteis / Zeck / McLeod) revient lui proposer un épilogue sous la forme d'un graphic novel intitulé Soul of the Hunter. Publié en VF dans la Version Intégrale Spider-Man numéro 7 des éditions Semic, ce récit a pour but de dissiper tout malentendu quant à l'interprétation que les lecteurs pouvaient avoir fait du suicide de Kraven, certaines réactions laissant à penser que l'histoire présentait le suicide comme une mort honorable.
Dans ces 48 pages, le fantôme de Kraven apparaît à Peter Parker, ce qui l'amène à rendre visite à la tombe de son ennemi, où la Mort lui apparaît à son tour, expliquant qu'ils partagent un lien spirituel et que la mort par suicide empêche l'âme de Kraven de trouver la paix.

Finalement, Spider-Man pardonne à son ennemi ce qu'il lui a fait subir, et Kraven repose enfin en paix.

### Kraven se met en chasse!
En novembre 1996, DeMatteis revient ajouter un nouveau chapitre à sa saga, cette fois avec Shaun MacManus au dessin. Cette histoire de 45 pages, symboliquement intitulée Kraven's First Hunt, est publiée dans le numéro Annuel de The Sensational Spider-Man, et consiste en une mise à jour étoffée du récit originel de Stan Lee et Steve Ditko relatant la première apparition de Kraven dans The Amazing Spider-Man #15.
En VF, cette histoire est publiée dans le premier numéro du magazine Spider-Man de Marvel France, mais elle est également intégrée à la réédition de la saga en album dans la collection Best of Marvel, en tant que bonus annexe.

## Publication en France
- 1988 : La Mort du Chasseur (Comics USA vol.5, 7 et 9, Éditions USA)
- 2004 : La Dernière Chasse de Kraven (Collection Best of Marvel, Panini Comics France)
- 2007 : La Dernière Chasse de Kraven (Spider-Man : Les Incontournables no 3, Panini Comics France)
- 2012 : La Dernière Chasse de Kraven (Collection Marvel Gold, Panini Comics France)
- 2014 : La Dernière Chasse de Kraven (Marvel Comics : La Collection de référence no 10, Éditions Hachette)
- 2021 : Spider-Man L'intégrale 1987-1988 (Panini Comics France)